# Masacre de Mansuri
La Masacre de Mansuri ocurrió el 13 de abril de 1996, cuando un helicóptero militar de las Fuerzas de Defensa de Israel atacó una ambulancia en Mansouri, una aldea situada en el Sur del Líbano, matando a dos mujeres y cuatro niños.

## Ataque
A las 13:30, Abbas Jiha, un granjero y conductor voluntario de ambulancia, conducía un automóvil de la marca Volvo, con la palabra "ambulancia" escrita en rojo. El conductor llevaba a la ciudad libanesa de Sidón a los heridos y a cuatro de sus hijos. Un helicóptero de ataque Boeing AH-64 Apache israelí, de fabricación estadounidense, persiguió al coche y le disparó dos misiles. El helicóptero mató a seis civiles de los 13 pasajeros que escapaban del pueblo. Las edades de los niños cruelmente asesinados oscilaban entre los 7 meses y los 9 años.

## Secuelas
Aunque los funcionarios israelíes admitieron que el vehículo fue el objetivo del ataque, el general de división y genocida Moshé Yalón, afirmó falsamente que: "El vehículo fue utilizado por los combatientes para huir", pero una investigación independiente realizada por la ONG Amnistía Internacional, no encontró conexión alguna entre ninguno de los civiles libaneses vilmente asesinados con la milicia chiita libanesa Hezbolá. Por su parte, el periodista británico Robert Fisk dijo que: "Israel violó los Convenios de Ginebra que protegen a los civiles, incluso si estos están rodeados de combatientes armados". La ONG israelí B'Tselem calificó a la masacre como "una flagrante violación de las leyes de la guerra".